# Gisostola melancholica
Gisostola melancholica är en skalbaggsart som först beskrevs av Thomson 1857.  Gisostola melancholica ingår i släktet Gisostola och familjen långhorningar. Inga underarter finns listade i Catalogue of Life.